# Olu Ashaolu
Oluseyi "Olu" Ashaolu (18 de abril de 1988, Lagos) es un jugador de baloncesto profesional con doble nacionalidad nigeriana y canadiense. Mide 1,99 metros de altura y ocupa la posición de ala-pívot.

## Trayectoria
Sus inicios como jugador de élite fueron en la NCAA estadounidense, donde primero compitió para la Universidad de Louisiana Tech y posteriormente para la Universidad de Oregón. En su último año de universitario promedió 9,2 puntos y 5,2 rebotes en los 20 minutos que disputó por encuentro.
Tras probar en las ligas de verano de la NBA con los Milwaukee Bucks, en agosto de 2012 se confirmó su salto a Europa al fichar por el Cáceres Patrimonio de la Humanidad de la LEB Oro de España. Posteriormente jugó en Francia con el ALM Evreux Basket y en Japón con el Hamamatsu Higashimikawa Phoenix, el Osaka Evessa y el Sanen Neophoenix.

## Clubes
- 2008/11. NCAA. Louisiana Tech Bulldogs.
- 2011/12. NCAA. Oregon Ducks.
- 2012/13. LEB Oro. Cáceres Patrimonio de la Humanidad.
- 2013/14. Pro B. ALM Évreux Basket.
- 2014/15. Hamamatsu Higashimikawa Phoenix.
- 2015/16. Osaka Evessa.
- 2016/17 San-en NeoPhoenix.
- 2017/18 Sendai 89ers.
- 2018 NLEX Road Warriors.
- 2018 St. John's Edge.
- 2019 NLEX Road Warriors.